# Theophanes van Mytilene
Theophanes van Mytilene (Oudgrieks: Θεοφάνης / Theophánês) was een volgeling en raadsman van Pompeius, die hem met het Romeinse burgerrecht begiftigde en wiens krijgsdaden hij beschreef.

## Referentie
- art. Theophanes, in J.G. Schlimmer - Z.C. De Boer, Woordenboek der Grieksche en Romeinsche Oudheid, Haarlem, 19203, pp. 606-607.